# Вессели, Паула
Па́ула Анна Мария Ве́ссели (нем. Paula Anna Maria Wessely; 20 января 1907[…], Вена — 11 мая 2000, Вена) — австрийская актриса театра и кино.

## Биография
Паула родилась в семье венского мясника Карла Вессели, его старшая сестра Йозефина, тётка Паулы, блистала в венском Бургтеатре, но внезапно умерла в возрасте 27 лет. В гримёрной Паулы Вессели всегда стоял портрет Жозефины Вессели. Мать Паулы Анна увлекалась в юности хореографией, но по настоянию брата-учителя отказалась от работы в кордебалете.
Дебют Паулы состоялся 18 мая 1922 года на школьном благотворительном вечере, где она выступила в роли Агнессы в одноактной пьесе «Фрицхен» Германа Зудермана. В 1922 году Паула Вессели была принята в Государственную академию музыки и исполнительского искусства. По окончании академии Вессели посещала семинары Макса Рейнхардта.
В 1924 году Вессели впервые вышла на сцену венского Фолькстеатра, где служила до 1926 года и была занята преимущественно в ролях служанок. Осенью 1926 года Вессели получила приглашение от Леопольда Крамера в Немецкий театр в Праге, где её партнёром по сцене стал Аттила Хёрбигер. Спустя год в 1927 году Вессели вернулась на работу в венский Фолькстеатр к Рудольфу Беру.

С 1929 года Вессели с будущим мужем Аттилой Хёрбигером была занята в постановках Макса Рейнхардта в Театре в Йозефштадте. Её спутником жизни в это время был актёр Ганс Ярай, с которым она познакомилась в Фолькстеатре. В 1930 году Вессели впервые приняла участие в Зальцбургском фестивале в престижной постановке Рейнхардта — в роли Луизы в «Коварстве и любви». С 1932 года Паула Вессели работала у Рейнхардта в Немецком театре в Берлине.

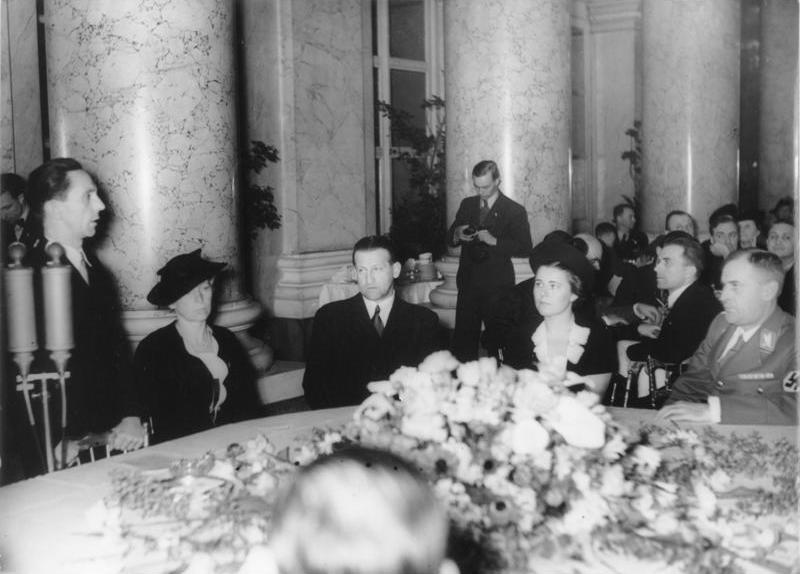
Встреча венских работников искусства в Хофбурге с Йозефом Геббельсом: сидят слева напрвао − Гертруда Зейсс-Инкварт, Каэтан Мюльман и Паула Вессели, 1938 год

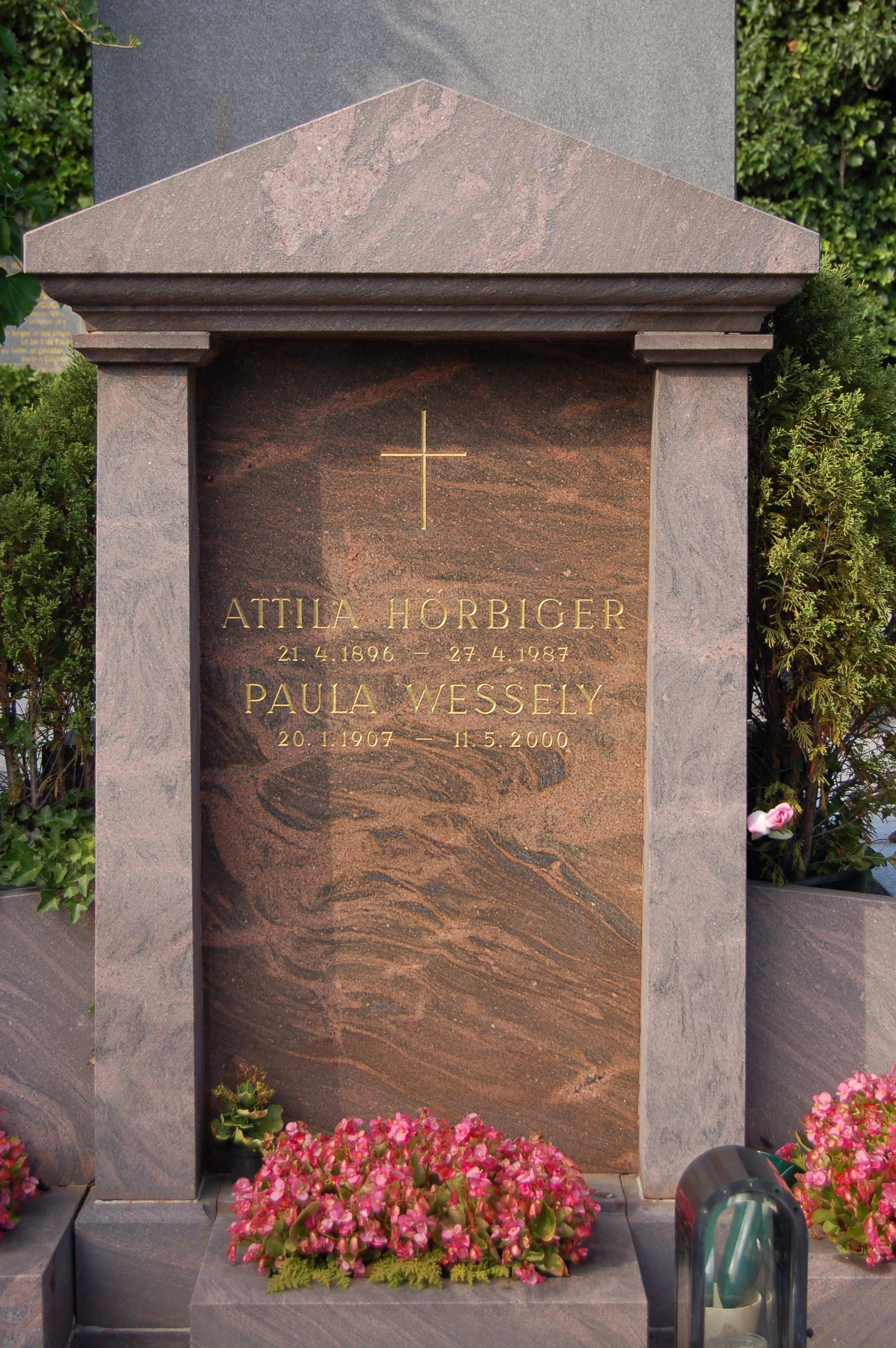
Могила Паулы Вессели и Аттилы Хёрбигера на Гринцингском кладбище в Вене

Настоящий успех пришёл к Вессели 17 сентября 1932 года благодаря роли Розы Бернд по Гауптману в постановке Карлхайнца Мартина. За этой творческой удачей последовала заглавная роль в оперетте «Сисси» Фрица Крейслера, для которой она брала уроки вокала.
После многочисленных неудачных проб в кино Пауле Вессели досталась роль в фильме «Маскарад» с участием Адольфа Вольбрюка. 22 сентября 1934 года Паула Вессели получила приглашение на приём у Гитлера. В 1935 году Вессели снялась в ленте «Эпизод», за которую получила награду Венецианского кинофестиваля. В том же году она основала собственную продюсерскую компанию Vienna-Film Ges. m. b. H., которая после аншлюса была ликвидирована из-за неарийского происхождения её компаньонов. За участие в пропагандистской продукции нацистской Германии, в том числе в фильмах, снятых на Wien-Film и UFA, в особенности, за «Возвращение домой» (1941), Паула Вессели подвергалась впоследствии резкой критике и неоднократно выражала своё сожаление по поводу участия в этом фильме.
23 ноября 1935 года в венской ратуше состоялась церемония бракосочетания Паулы Вессели с актёром Аттилой Хёрбигером. Супруги приобрели дом в Гринцинге, в следующем году у них родилась дочь Элизабет, в 1938 году — дочь Кристиана, а в 1945 году — дочь Мареза. Семья жила в достатке, и Паула не бросала работы в кино и театре.
После войны Вессели получила запрет на выступления от американских оккупационных властей и работала во французской зоне оккупации в инсбрукском земельном театре. Осенью 1946 года Паула подвергалась многочисленным допросам и пережила серьёзный кризис, этот период её жизни нашёл отражение в пьесе Эльфриды Елинек «Бургтеатр». Паула Вессели продолжала актёрскую карьеру вплоть до конца 1980-х годов, последние годы жизни провела в уединении в своём доме. Похоронена в Вене на Гринцингском кладбище.

## Фильмография
- 1934: Маскарад — Maskerade
- 1934: So endete eine Liebe
- 1935: Эпизод — Episode
- 1936: Die Julika
- 1937: Die ganz großen Torheiten
- 1938: Spiegel des Lebens
- 1939: Maria Ilona
- 1940: Ein Leben lang
- 1941: Возвращение домой — Heimkehr
- 1943: Späte Liebe
- 1943: Die kluge Marianne
- 1944: Das Herz muß schweigen
- 1948: Ангел с трубой — Der Engel mit der Posaune
- 1949: Vagabunden der Liebe
- 1950: Cordula
- 1951: Maria Theresia
- 1953: Ich und meine Frau
- 1954: Das Licht der Liebe / Wenn du noch eine Mutter hast
- 1954: Der Weg in die Vergangenheit
- 1955: Die Wirtin zur Goldenen Krone
- 1956: Liebe, die den Kopf verliert
- 1956: Wo die Lerche singt
- 1956: Maria Stuart
- 1957: Unter 18 / Noch minderjährig
- 1957: Anders als du und ich / Das dritte Geschlecht
- 1958: Im Prater blüh’n wieder die Bäume
- 1959: Die unvollkommene Ehe
- 1960: Das weite Land
- 1961: Der Bauer als Millionär
- 1961: Jedermann
- 1961: Anatol
- 1962: Überfahrt
- 1963: Port Royal
- 1964: Eine Frau ohne Bedeutung
- 1968: Fast ein Poet
- 1969: Rumpelstilz
- 1973: Nichts als Erinnerung
- 1975: Die Dämmerung der Sehnsucht
- 1977: Glückssachen
- 1978: Der große Karpfen Ferdinand und andere Weihnachtsgeschichten
- 1979: Augenblicke
- 1984: Wie war das damals?
- 1986: Der Unbestechliche